# Ōmuta, Fukuoka
Ōmuta (大牟田市 (Đại Mâu Điền thị) Ōmuta-shi) là một thành phố thuộc tỉnh Fukuoka, Nhật Bản. Thành phố được thành lập ngày 01 tháng 3 năm 1917. Đến ngày 1 tháng 1 năm 2010, dân số thành phố là 127.126 trên diện tích 81.55 km², mật độ 1.558,87 người/km². Thành phố toạ lạc ở cực nam của tỉnh, giáp biển Ariake về phía tây, giáp tỉnh Kumamoto về phía nam và phía đông. Ở đây có núi Yamagi và Miike, các sông Omuta, Suwa, Doumen và Kumagawa.

## Thành phố kết nghĩa
- Đại Đồng (Bắc Sơn Tây Trung Quốc)
- Muskegon, Michigan (Hoa Kỳ)